# Lista monumentelor istorice din județul Argeș - S

Simbol pentru monumentele istorice

Lista monumentelor istorice din județul Argeș - S cuprinde monumentele istorice înscrise în Patrimoniul cultural național al României și aflate în localități ce încep cu litera S din județul Argeș.
Lista completă este menținută și actualizată periodic de către Ministerul Culturii, Cultelor și Patrimoniului Național din România, prin intermediul Institutului Național al Patrimoniului, ultima versiune datând din 2015. Această listă cuprinde și actualizările ulterioare, realizate prin ordin al ministrului culturii.
| Cod LMI                              | Denumire                                                      | Localitate                                | Localizare | Datare, Creatori                       | Imagine               | Erori             |
| ------------------------------------ | ------------------------------------------------------------- | ----------------------------------------- | --- | -------------------------------------- | --------------------- | ----------------- |
| AG-I-s-A-13376 (RAN: 18581.01)       | Situl arheologic de la Săpata de Jos                          | sat Săpata de Jos; comuna Săpata          | „Limes Transalutanus”, pe dealul aflat între râurile Cotmeana și Cetățuia, între Bumbuieni și Săpata de Jos 44.72027°N 24.7675°E |                                        | Încarcă foto \| video | Raportează eroare |
| AG-I-m-A-13376.01 (RAN: 18581.01.02) | Castru                                                        | sat Săpata de Jos; comuna Săpata          | „Limes Transalutanus”, pe dealul aflat între râurile Cotmeana și Cetățuia, între Bumbuieni și Săpata de Jos 44.72028°N 24.7675°E | Epoca romană, sec. II - III p. Chr.    | Încarcă foto \| video | Raportează eroare |
| AG-I-m-A-13376.02 (RAN: 18581.01.04) | Canabae                                                       | sat Săpata de Jos; comuna Săpata          | „Limes Transalutanus”, pe dealul aflat între râurile Cotmeana și Cetățuia, între Bumbuieni și Săpata de Jos 44.72028°N 24.7675°E | Epoca romană, sec. II - III p. Chr.    | Încarcă foto \| video | Raportează eroare |
| AG-I-m-A-13376.03 (RAN: 18581.01.03) | Terme                                                         | sat Săpata de Jos; comuna Săpata          | „Limes Transalutanus”, pe dealul aflat între râurile Cotmeana și Cetățuia, între Bumbuieni și Săpata de Jos 44.72028°N 24.7675°E | Epoca romană, sec. II - III p. Chr.    | Încarcă foto \| video | Raportează eroare |
| AG-I-m-A-13376.04 (RAN: 18581.01.01) | Castru de pământ                                              | sat Săpata de Jos; comuna Săpata          | „Limes Transalutanus”, pe dealul aflat între râurile Cotmeana și Cetățuia, între Bumbuieni și Săpata de Jos 44.72028°N 24.7675°E | Epoca romană, sec. II p. Chr.          | Încarcă foto \| video | Raportează eroare |
| AG-I-m-A-13376.05 (RAN: 18581.01.05) | Sectorul Limesului Transalutan                                | sat Săpata de Jos; comuna Săpata          | „Limes Transalutanus”, pe dealul aflat între râurile Cotmeana și Cetățuia, între Bumbuieni și Săpata de Jos 44.72028°N 24.7675°E | sec. II-III p. Chr., Epoca romană      | Încarcă foto \| video | Raportează eroare |
| AG-I-s-A-13377 (RAN: 18867.01)       | Așezarea și necropola de la Stoenești                         | sat Stoenești; comuna Stoenești           | „Valea Miriuței”, la vest de DN72A Câmpulung-Târgoviște                                                                          |                                        | Încarcă foto \| video | Raportează eroare |
| AG-I-m-A-13377.01 (RAN: 18867.01.01) | Așezare                                                       | sat Stoenești; comuna Stoenești           | „Valea Miriuței”, la vest de DN72A Câmpulung-Târgoviște                                                                          | Hallstatt, Cultura Ferigile - Bârsești | Încarcă foto \| video | Raportează eroare |
| AG-I-m-A-13377.02 (RAN: 18867.01.02) | Necropolă                                                     | sat Stoenești; comuna Stoenești           | „Valea Miriuței”, la vest de DN72A Câmpulung-Târgoviște                                                                          | Hallstatt, Cultura Ferigile - Bârsești | Încarcă foto \| video | Raportează eroare |
| AG-I-s-A-13378 (RAN: 17414.01)       | Situl arheologic de la Surdulești, punct „Valea Bălăcelului”  | sat Surdulești; comuna Miroși             | „Valea Bălăcelului”, la 6 km SV de sat 44.38472°N 24.94111°E                                                                     | sec. X - XI, Epoca medievală           | Încarcă foto \| video | Raportează eroare |
| AG-I-a-A-13379                       | Ansamblul curților boierești de la Suslănești, punct „Hobaia” | sat Suslănești; comuna Mioarele           | „Hobaia”, la 200 m S față de extremitatea E a satului                                                                            | sec. X - XI, Epoca medievală           | Încarcă foto \| video | Raportează eroare |
| AG-I-m-A-13379.01 (RAN: 17389.01.02) | Biserică                                                      | sat Suslănești; comuna Mioarele           | „Hobaia”, la 200 m S față de extremitatea E a satului 45.24166°N 25.12889°E                                                      | sec. X - XI, Epoca medievală           | Încarcă foto \| video | Raportează eroare |
| AG-I-m-A-13379.02 (RAN: 17389.01.01) | Incintă                                                       | sat Suslănești; comuna Mioarele           | „Hobaia”, la 200 m S față de extremitatea E a satului 45.24166°N 25.12889°E                                                      | sec. X - XI, Epoca medievală           | Încarcă foto \| video | Raportează eroare |
| AG-II-m-B-13785                      | Casa Neacșu                                                   | sat Sămara; comuna Poiana Lacului         | | înc. sec. XX                           | Încarcă foto \| video | Raportează eroare |
| AG-II-m-B-13786 (RAN: 18563.01)      | Biserica „Sf. Nicolae”                                        | sat Sălătrucu; comuna Sălătrucu           | Str. Radu Șerban 465, în fostul sat Sălătrucu de Jos                                                                             | sec. XVI, ref. sec. XVIII, 1811        | Încarcă foto \| video | Raportează eroare |
| AG-II-m-B-13787                      | Biserica „Sf. Nicolae”, „Sf. Gheorghe”                        | sat Sălătrucu; comuna Sălătrucu           | Str. Școlii 300, în fostul sat Sălătrucu de Sus                                                                                  | 1892                                   | Încarcă foto \| video | Raportează eroare |
| AG-II-m-B-13788                      | Casa Virgil Andreescu                                         | sat Schitu Golești; comuna Schitu Golești | 73 | 1890                                   | Încarcă foto \| video | Raportează eroare |
| AG-II-a-B-13789                      | Ansamblul conacului Sturdza                                   | sat Slobozia; comuna Slobozia             | Str. Ștefan cel Mare 2 44.52508°N 25.23788°E                                                                                     | sf. sec. XIX                           | Încarcă foto \| video | Raportează eroare |
| AG-II-m-B-13789.01                   | Conac                                                         | sat Slobozia; comuna Slobozia             | Str. Ștefan cel Mare 2 | sf. sec. XIX                           | Încarcă foto \| video | Raportează eroare |
| AG-II-m-B-13789.02                   | Construcții-anexă                                             | sat Slobozia; comuna Slobozia             | Str. Ștefan cel Mare 2 | sf. sec. XIX                           | Încarcă foto \| video | Raportează eroare |
| AG-II-m-B-13789.03                   | Incintă                                                       | sat Slobozia; comuna Slobozia             | Str. Ștefan cel Mare 2 | sf. sec. XIX                           | Încarcă foto \| video | Raportează eroare |
| AG-II-m-B-13791                      | Biserica „Sf. Treime”                                         | sat Stănești; comuna Corbi                | Str. Radu cel Mare 42 45.2355°N 24.82556°E                                                                                       | 1834                                   | Alte imagini          | Raportează eroare |
| AG-II-m-B-13794                      | Casa Dr. Victor Mărtoiu                                       | sat Stănești; comuna Corbi                | Str. Radu cel Mare 44 | înc. sec. XX                           | Încarcă foto \| video | Raportează eroare |
| AG-II-m-B-13793                      | Căminul cultural                                              | sat Stănești; comuna Corbi                | Str. Radu cel Mare 84 | 1930                                   | Încarcă foto \| video | Raportează eroare |
| AG-II-m-B-13792                      | Școala primară                                                | sat Stănești; comuna Corbi                | Str. Radu cel Mare 92 45.2311°N 24.83083°E                                                                                       | 1930                                   |                       | Raportează eroare |
| AG-II-m-B-13790                      | Biserica „Sf. Voievozi”-Pârâiești                             | sat Stănești; comuna Corbi                | Str. Sf. Voievozi 13 | 1816                                   | Încarcă foto \| video | Raportează eroare |
| AG-II-m-B-13796                      | Casa Vasile Niculescu                                         | sat Stâlpeni; comuna Stâlpeni             | 37 | 1920                                   | Încarcă foto \| video | Raportează eroare |
| AG-II-m-B-13795                      | Casa Marin Diaconescu                                         | sat Stâlpeni; comuna Stâlpeni             | 358, strămutată la Muzeul Viticulturii și Pomiculturii Golești                                                                   | 1888                                   | Încarcă foto \| video | Raportează eroare |
| AG-II-a-B-13797                      | Ansamblul conacului Bălăceanu Stolnici                        | sat Stolnici; comuna Stolnici             | 152, 158, 506 44.55832°N 24.78153°E                                                                                              | înc. sec. XIX                          | Încarcă foto \| video | Raportează eroare |
| AG-II-m-B-13797.01                   | Conac                                                         | sat Stolnici; comuna Stolnici             | 152, 158, 506 | sf. sec. XIX                           | Încarcă foto \| video | Raportează eroare |
| AG-II-m-B-13797.02                   | Biserica „Sf. Nicolae”                                        | sat Stolnici; comuna Stolnici             | 152, 158, 506 | sf. sec. XIX                           | Încarcă foto \| video | Raportează eroare |
| AG-II-m-B-13797.03                   | Anexe                                                         | sat Stolnici; comuna Stolnici             | 152, 158, 506 | sf. sec. XIX                           | Încarcă foto \| video | Raportează eroare |
| AG-II-m-B-13797.04                   | Incintă                                                       | sat Stolnici; comuna Stolnici             | 152, 158, 506 | sf. sec. XIX                           | Încarcă foto \| video | Raportează eroare |
| AG-II-m-B-13798                      | Casa Maria Ioniță                                             | sat Stolnici; comuna Stolnici             | 214 | sf. sec. XIX                           | Încarcă foto \| video | Raportează eroare |
| AG-II-m-B-13799                      | Casa Stela Nistoroaia                                         | sat Stolnici; comuna Stolnici             | 347 | 1933                                   | Încarcă foto \| video | Raportează eroare |
| AG-II-m-B-13800                      | Biserica „Sf. Paraschiva”                                     | sat Strâmbeni; comuna Suseni              | 49 A | 1883 - 1885                            | Încarcă foto \| video | Raportează eroare |
| AG-III-m-B-13872                     | Monumentul comemorativ al Eroilor din 1877 și 1916            | sat Stoenești; comuna Stoenești           | În fața Primăriei (nr. 237) | prima jum. a sec. XX                   | Încarcă foto \| video | Raportează eroare |
| AG-IV-m-A-14001                      | Cruce de piatră                                               | sat Sălătrucu; comuna Sălătrucu           | Str. Școlii 300, în curtea bisericii „Sf. Nicolae”, „Sf. Gheorghe” - Sălătrucu de Sus                                            | sec. XVIII                             | Încarcă foto \| video | Raportează eroare |
| AG-IV-m-A-14003 (RAN: 15894.03)      | Cruce de piatră                                               | sat Stănești; comuna Corbi                | Str. Radu cel Mare, lângă casa Fl. Străulan (nr. 120), la ramificația spre Slănic                                                | 1802                                   | Încarcă foto \| video | Raportează eroare |
| AG-IV-m-A-14002 (RAN: 15894.02)      | Cruce de piatră                                               | sat Stănești; comuna Corbi                | Str. Unirii, în fața casei lui Gh. Vitan (nr. 14) Poduri                                                                         | 1725                                   | Încarcă foto \| video | Raportează eroare |
| AG-IV-m-A-14004 (RAN: 18867.02)      | Cruce de piatră                                               | sat Stoenești; comuna Stoenești           | În fața Primăriei (nr. 237) | 1593 - 1601                            | Încarcă foto \| video | Raportează eroare |